# マンジュウダイ科
マンジュウダイ科（学名：Ephippidae）は、スズキ目ニザダイ亜目に所属する魚類の分類群の一つ。ツバメウオ・アカククリなど、沿岸性の魚類を中心に8属15種が記載される。

## 分布・生態
インド洋・太平洋・大西洋など、世界中の温暖な海に幅広く分布する。サンゴ礁など沿岸の浅い海域に生息する海水魚の一群で、まれに汽水域にも進出する。日本近海からは少なくとも2属6種が知られている。食性は雑食性で、藻類や小型の無脊椎動物を捕食する。
本科魚類は観賞魚としてアクアリウムでの飼育対象となる。ツバメウオ属やシロガネツバメウオ属の稚魚は枯葉に擬態した独特な姿をもつため特に人気が高いが、成長は非常に早い。日本の沖縄では本科魚類を「ナンバンカーサー」と総称し、食用として利用される。

## 形態
左右に側扁した、円盤状の体型をもつ。全長数十cm程度の種類が多く、最大種では90cmを超える。体高は高く、口は小さい。未成魚は体側に黒色の帯をもつことが多いが、成長につれて消失する。
背鰭は5または9本の棘条と18-40本の軟条で構成され、ツバメウオ属を除き棘条部は後方に続く軟条部と明瞭に分かれている。臀鰭は3棘15-28軟条。
第一上鰓骨には大きな鰓耙が櫛のように並び、鰓膜は峡部で結合する。基舌骨は退化的で、欠く場合もある。鋤骨と口蓋骨に歯をもたない。鰓条骨は6本、椎骨は24個。

## 分類
Nelson（2016）の体系において8属15種が認められている。本稿では、FishBaseに記載される15種についてリストする。かつて本科に所属していたスダレダイ類は、現在は独立のスダレダイ科とされている。

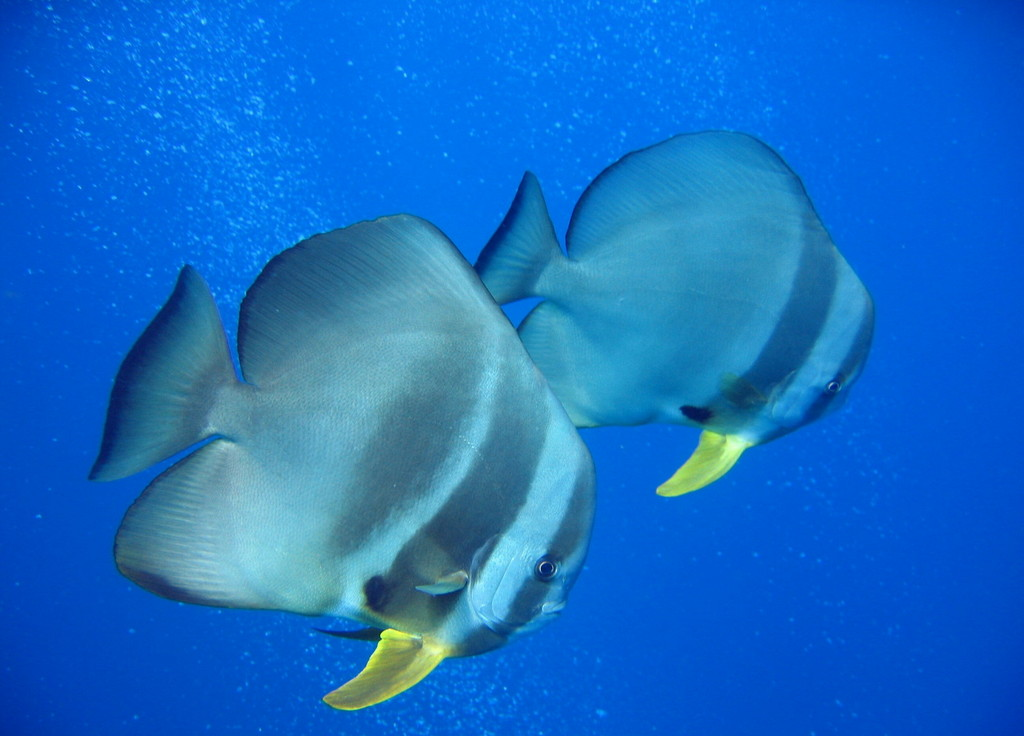
ツバメウオ Platax teira （ツバメウオ属）。日本近海に分布する本科魚類としては最も一般的な種類。しばしば大きな群れを形成し、人に慣れやすい

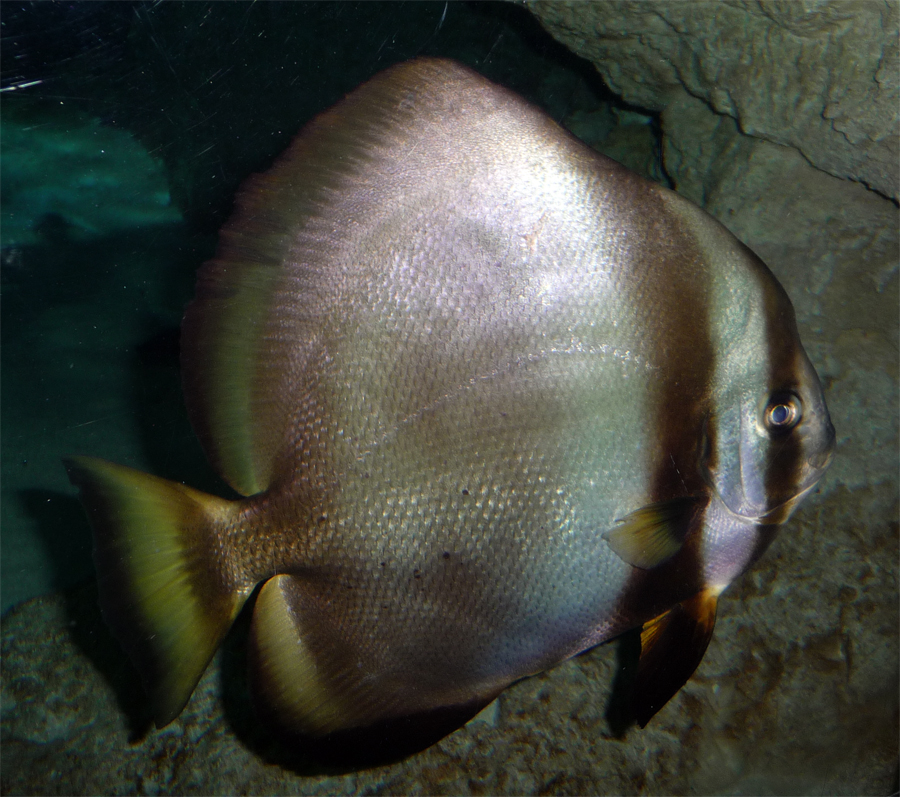
ナンヨウツバメウオ Platax orbicularis （ツバメウオ属）。幼魚は枯葉に擬態した独特な形態をもつ

- シロガネツバメウオ属 Chaetodipterus
  - シロガネツバメウオ Chaetodipterus faber
  - Chaetodipterus lippei
  - Chaetodipterus zonatus
- マンジュウダイ属 Ephippus
  - Ephippus goreensis
  - マンジュウダイ Ephippus orbis
- Parapsettus 属
  - Parapsettus panamensis
- ツバメウオ属 Platax
  - バタビアツバメウオ Platax batavianus
  - ミカヅキツバメウオ Platax boersii
  - ナンヨウツバメウオ Platax orbicularis
  - アカククリ Platax pinnatus
  - ツバメウオ Platax teira
- Proteracanthus 属
  - Proteracanthus sarissophorus
- Rhinoprenes 属
  - Rhinoprenes pentanemus
- Tripterodon 属
  - Tripterodon orbis
- Zabidius 属
  - Zabidius novemaculeatus